# Arthur Berthelet
Pour les articles homonymes, voir Berthelet.
Arthur Berthelet est un réalisateur américain né le 12 octobre 1879 à Milwaukee, Wisconsin (États-Unis), mort le 16 septembre 1949 à Vista (États-Unis).

## Filmographie
- 1915 : Twice Into the Light
- 1916 : The Misleading Lady
- 1916 : Vultures of Society
- 1916 : The Havoc
- 1916 : Sherlock Holmes
- 1916 : The Return of Eve
- 1916 : The Chaperon
- 1917 : The Little Shoes
- 1917 : Aladdin Up to Date
- 1917 : The Saint's Adventure
- 1917 : The Quarantined Bridegroom
- 1917 : The Golden Idiot
- 1917 : Pants
- 1917 : Young Mother Hubbard
- 1918 : Young America
- 1918 : Men Who Have Made Love to Me
- 1921 : Penny of Top Hill Trail
- 1925 : Enemies of Youth